# Janusz Fajkowski
Janusz Władysław Fajkowski (ur. 3 marca 1958) – polski ekonomista, urzędnik państwowy, dyplomata i menedżer, doktor nauk ekonomicznych, w latach 1991–1992 podsekretarz stanu w Ministerstwie Współpracy Gospodarczej z Zagranicą.

## Życiorys
W latach 1977–1982 studiował na Wydziale Nauk Ekonomicznych Uniwersytetu Warszawskiego. W 1986 obronił doktorat z międzynarodowych stosunków gospodarczych na Uniwersytecie Leningradzkim, publikował prace naukowe z ekonomii. Uzyskał też uprawnienia do zasiadania w radach nadzorczych spółek Skarbu Państwa.
W latach 1986–2003 zatrudniony w resortach związanych z gospodarką i placówkach dyplomatycznych, kolejno w: Ministerstwie Handlu Zagranicznego, Ministerstwie Współpracy Gospodarczej z Zagranicą i Ministerstwie Gospodarki. Od 1990 do 1991 był wicekonsulem w Przedstawicielstwie RP w Kanadzie. Później, od 30 grudnia 1991 do 4 kwietnia 1992, pełnił funkcję wiceministra współpracy gospodarczej z zagranicą. Następnie działał jako radca handlowy i minister pełnomocny polskich ambasad w: Danii (1992–1994), Rosji (1994–1999) oraz Chinach (1999–2003).
Po odejściu z administracji od 2004 związany z sektorem prywatnym. Pełnił funkcje kierownicze w przedsiębiorstwach z branży medycznej i informatycznej, był też szefem przedstawicielstwa Polfy Warszawa w Federacji Rosyjskiej. Zasiadał w radach nadzorczych różnych spółek państwowych, m.in. Cenzinu, Budimexu i Polleny-Silesia. Działał też jako wiceprezes Polsko-Azjatyckiej Izby Gospodarczej i członek zarządu Polsko-Chińskiej Izby Gospodarczej.
Odznaczony m.in. Srebrnym Krzyżem Zasługi (2005).